# Villedieu (Côte-d’Or)
Villedieu település Franciaországban, Côte-d’Or megyében. Lakosainak száma 70 fő (2022. január 1.). Villedieu Molesme, Channay, Griselles, Larrey, Marcenay és Vertault községekkel határos.

## Népesség
A település népessége az elmúlt években az alábbi módon változott:
| Lakosok száma | 97   | 84   | 77   | 87   | 69   | 69   | 69   | 69   | 69   | 70   |
|               | 1968 | 1982 | 1990 | 2006 | 2013 | 2015 | 2017 | 2019 | 2020 | 2022 |